# Patrick Geddes

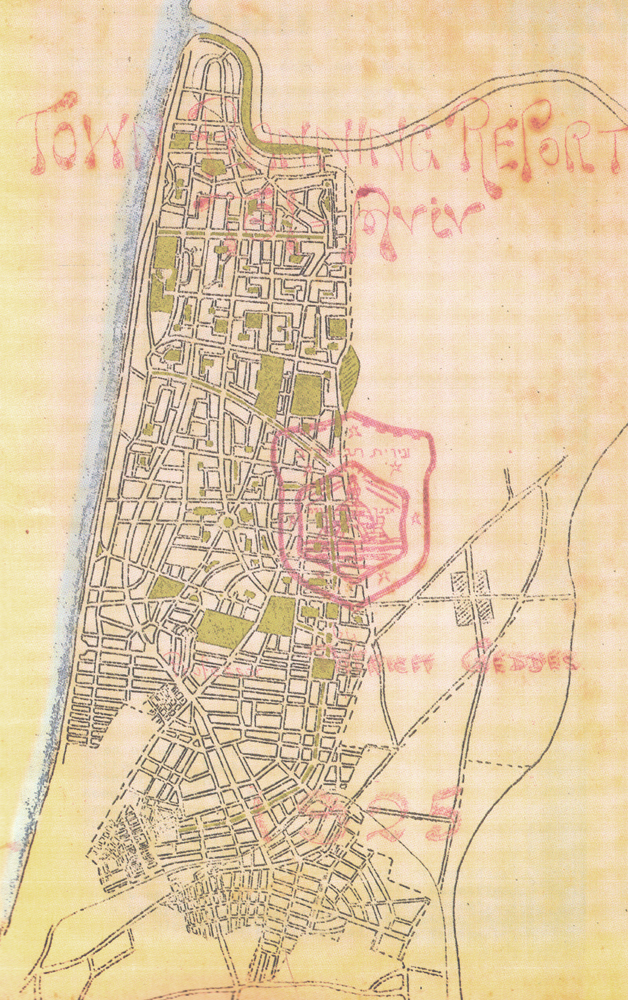
Masterplan för Tel Aviv, 1925.

Patrick Geddes, född 2 oktober 1854 i Ballater i Aberdeenshire, död 17 april 1932 i Montpellier i Occitanien, var en brittisk (skotsk) sociolog och stadsplanerare.
Geddes började sin vetenskapliga bana som biolog under Thomas Henry Huxleys ledning, och hans samfundsforskning hade sina utgångspunkter i naturvetenskapligt tänkande. Hans huvudarbete är The Evolution of Sex (1889, ny upplaga 1901 skriven i samverkan med J. A. Thomson). 
Han var också en tidig förespråkare för regionplanering genom sin bok Cities in Evolution (1915), där han förespråkade regionala undersökningar som grund för hur städerna skulle kunna utvecklas. Det mest ambitiösa arbete som Patrick Geddes genomförde var hans plan för utvecklingen av staden Tel Aviv i Palestina. År 1925 utarbetade han en masterplan för Tel Aviv som en stor trädgårdsstad för cirka 100 000 invånare, en plan som godkändes 1929.

### Webbkällor
- Patrick Geddes Institute for Urban Research